# 橫井孝二
橫井孝二（1968年3月12日—），又被尊稱為「橫井畫伯」。是日本動漫畫家，以參與SDGUNDAM設計、及繪製說明書漫畫廣為人知，與今石進同為BB戰士早期創作人之一，有「BB戰士之父」之稱。由其一手設計的初化轉蛋系列，以及「SDGUNDAM CARDDASS」，至今仍成為愛好者收藏焦點。2007年BB戰士20週年，BANDAI更重新包裝，推出「SDGUNDAM CARDDASS Boxset」。

## 簡歷
1968年出生於愛知縣，中學時以筆名「鳥山劣」，向模型雜誌「模型情報」（90年代已停刊，預計2009年復刊）投稿，因而入行。(「鳥山劣」一名，源自同縣出身，早已成名的畫家鳥山明）
之後橫井繼續以筆名「鳥山劣」繪畫二頭身SDGUNDAM，1984年在「模型情報」編輯推薦下，開始參與重戰機、機甲戰記等作品的轉蛋SD造型插圖工作，時年16歲。隔年更在SDGUNDAM系列大為嶄露頭角。
90年代，萬變卡盛行，SDGUNDAM亦順應此潮流，推出「SD GUNDAM CARDDASS」除了SD化機動戰士成為萬變卡主角，其他系列，例如SD戰國傳、SDGUNDAM外傳及SD司令戰記G-ARMS（SDGUNDAM三大系列）亦陸續加入。而橫井亦繼續參與卡片彩圖繪畫工作。同時，橫井孝二亦有參與電玩機械人大戰一系列SD版登場機體的繪製，一直至今。
除了卡片、轉蛋，橫井亦有繪畫模型盒封面，例如「SD戰國傳傳說之大將軍篇」等。
2004年，橫井亦有參與「武者烈傳舞化武可篇」系列製作，同時負責繪畫模型盒內漫畫「武者劣傳」（「武者劣傳」主角「劣丸」本身是作品中未商品化角色「少年忍者隱丸」變身而成，內容以戲謔模型主角為主。而「劣丸」一名，是橫井以其筆名「鳥山劣」轉化而成。）
2007年，BB戰士20週年，BANDAI更重新包裝，推出「SD GUNDAM CARDDASS Boxset」，橫井更再度操刀，為套裝繪畫07年全新卡片，包括SD GUNDAM外傳及機動戰士GUNDAM逆襲的夏亞。

## 參與作品
單行本/連載漫畫
- 「鳥山劣之MJ劇場」(「模型情報」連載，該雜誌已停刊。)
- 「元祖!SD GUNDAM」

單行本角色原案
- SD武者GUNDAM風雲錄
- SD戰國傳 七人之超將軍篇
- SD戰國傳 超機動大將軍篇
- SD戰國傳 武神輝羅鋼篇
- SD戰國傳 刀霸大將軍篇
- SD戰國傳 天星七人眾篇
- 騎士GUNDAM 機甲神傳說
- 騎士GUNDAM 魔龍ZERO騎士傳
- 騎士GUNDAM 黃金神話
- 騎士GUNDAM 鎧鬥神戰記
- 騎士GUNDAM 聖傳

轉蛋
- SDGUNDAM系列
- SD重戰機系列

萬變卡
- SD戰國武將列傳
- 元祖SDGUNDAM
- 本家系列
- SUPER HEROS俱樂部
- 永井豪CB世界
- SD重戰機
- SD
- 「SDGUNDAM CARDDASS」萬變卡系列
- 機動警察
- 北斗之拳
- 「SDGUNDAM CARDDASS」紀念套裝特別版萬變卡

模型盒面
- 「傳說之大將軍篇」BOXART

角色設計
- 武者烈傳·零，包括時隱國成員、騎士高達、光凰姬將軍

電視遊戲/掌上遊戲機
- 機械人大戰系列、出場機體SD版繪製

動畫
SD GUNDAM動畫系列
- 「SD GUNDAM FORCE」動畫
- 「武者烈傳 舞化武可篇」盒內漫畫「武者劣傳」

## 外部連結
- 橫井孝二的X（前Twitter）
- 「SD GUNDAM CARDDASS」紀念套裝官方網頁 （页面存档备份，存于）